# Necropoli di Coccitelle
La necropoli Coccitelle è una necropoli sita nei pressi di Anversa degli Abruzzi in provincia dell'Aquila.
Il sito si trova fuori Anversa, seguendo il declivio posto tra via Colonna e via Vittorio Emanuele. I reperti scultorei dei corredi rinvenuti, sono conservati nel museo civico di Anversa.

## Scavi
La necropoli viene fatta risalire al IV-III secolo a.C., dunque dal periodo romano "ellenistico", sino all'epoca tardo repubblicana. Era usata dunque dagli abitanti del "pagus" che sorgeva sopra Anversa.
Questo sito archeologico per la prima volta fu individuato alla fine dell'800 sa Antonio De Nino, successivamente  negli anni '90 sono stati effettuati nuovi scavi più  precisi. Il sito consta di qualche grotta di modesto interesse culturale ed è posto a qualche centinaio di metri dalla strada che, da Anversa degli Abruzzi, va verso Bugnara, Introdacqua e Sulmona.
Si tratta di resti di 50 tombe a lastroni con ogni probabilità riferibili a popoli preromani, i Peligni, che dopo la guerra sociale vennero assoggettati molto probabilmente a Roma.
Il nome "Coccitelle" deriva verosimilmente da come i contadini chiamano i lastroni delle tombe.
Le donne in particolar modo erano dedite alla sepoltura.

Molte delle sepolture più ricche erano di donne, in quanto hanno riportato alla luce scheletri femminili con gioielli e monili femminili.

Nelle vicinanze si trovano le Necropoli di Cava della Rena e di San Carlo - Fonte Curato.